# Elena Bineva
Elena Slavčeva Bineva (in bulgaro Елена Славчева Бинева?; Sofia, 18 settembre 1999) è una ginnasta bulgara.
È figlia di Slavčo Binev, campione europeo di taekwondo nel 1992 e divenuto un ben noto uomo d'affari e politico bulgaro al termine della sua carriera sportiva.

## Palmarès
- Campionati mondiali di ginnastica ritmica

Pesaro 2017: argento nell'all-around, bronzo nelle 3 palle / 2 funi.
Sofia 2018: oro nei 5 cerchi, bronzo nell'all-around.
- Campionati europei di ginnastica ritmica

Vienna 2013: bronzo nell'all-around (junior).
Guadalajara 2018: oro nelle 3 palle / 2 funi, bronzo nel concorso a squadre e nell'all-around.
- Giochi olimpici giovanili

Nanchino 2014: argento nell'all-around.